# Site de la bataille de Petrovaradin
Le site de la bataille de Petrovaradin (en serbe cyrillique : Место битке код Петроварадина ; en serbe latin : Mesto bitke kod Petrovaradina) est un site mémoriel qui se trouve sur le territoire de Petrovaradin, près de Novi Sad en Serbie, province de Voïvodine. Il commémore la bataille de Petrovaradin qui, en 1716, a victorieusement opposé les armées autrichiennes à celles de l'Empire ottoman. Le site est inscrit sur la liste des sites mémoriels d'importance exceptionnelle de la République de Serbie.

## Histoire
La bataille de Petrovaradin, également connue sous le nom de bataille de Peterwardein, a eu lieu le 5 août 1716, au cours de la troisième guerre austro-turque (1716-1718). Les Ottomans furent vaincus par les Autrichiens commandés par Eugène de Savoie-Carignan ; le chef turc, Damad Ali Pacha, connu en français sous le nom de Ali Coumourgi, « Ali le Charbonnier », y fut mortellement blessé. Cette bataille permit de repousser définitivement les Turcs au-delà de la Save et du Danube.

## Site
En 1902, un monument rappelant le souvenir de la bataille a été érigé sur le mont Vezirac, entre Petrovaradin, Bukovac et Sremski Karlovci. Construit en calcaire blanc, il mesure 6,5 m de haut et est dédié à Eugène de Savoie ; constitué d'une base cylindrique, il est surmonté d'une croix monumentale. Le piédestal et la croix sont décorés de moulures et de motifs floraux.
Le monument a été restauré en 2006.